# Campionato mondiale maschile di pallavolo 2002
Il campionato mondiale di pallavolo maschile 2002 si è svolto dal 28 settembre al 13 ottobre 2002 a Buenos Aires, Córdoba, Mar del Plata, Salta, San Juan e Santa Fe, in Argentina: al torneo hanno partecipato ventiquattro squadre nazionali e la vittoria finale è andata per la prima volta al Brasile.

## Squadre partecipanti
| Gruppo A                            | Gruppo B                      | Gruppo C                       | Gruppo D                              | Gruppo E                             | Gruppo F                                |
| ----------------------------------- | ----------------------------- | ------------------------------ | ------------------------------------- | ------------------------------------ | --------------------------------------- |
| Argentina Australia Cina Portogallo | Canada Croazia Italia Polonia | Bulgaria France Russia Tunisia | Giappone Jugoslavia Kazakistan Spagna | Brasile Egitto Stati Uniti Venezuela | Cuba Grecia Paesi Bassi Repubblica Ceca |

## Sedi delle partite
| Città         | Impianto        | Capienza |
| ------------- | --------------- | -------- |
| Salta         | Delmi           | -        |
| Córdoba       | Orfeo Superdomo | -        |
| Mar del Plata | Polideportivo   | -        |
| Buenos Aires  | Luna Park       | -        |
| Santa Fe      | Club a Union    | -        |
| San Juan      | Aldo Cantóni    | -        |

## Le partite

### Prima fase

#### Gruppo A
| 28 settembre 2002 |       |            |
| Argentina         | 3 - 1 | Australia  |
| 29 settembre 2002 |       |            |
| Portogallo        | 3 - 1 | Cina       |
| 30 settembre 2002 |       |            |
| Portogallo        | 3 - 1 | Australia  |
| Cina              | 1 - 3 | Argentina  |
| 1º ottobre 2002   |       |            |
| Australia         | 1 - 3 | Cina       |
| Argentina         | 3 - 1 | Portogallo |

| Pos | Squadra    | P | V | P | PF  | PS  | QP    |
| --- | ---------- | - | - | - | --- | --- | ----- |
| 1   | Argentina  | 6 | 3 | 0 | 312 | 289 | 1.080 |
| 2   | Portogallo | 5 | 2 | 1 | 286 | 267 | 1.071 |
| 3   | Cina       | 4 | 1 | 2 | 270 | 282 | 0.957 |
| 4   | Australia  | 3 | 0 | 3 | 282 | 312 | 0.904 |

#### Gruppo B
| 29 settembre 2002 |       |         |
| Italia            | 3 - 0 | Croazia |
| Polonia           | 3 - 1 | Canada  |
| 30 settembre 2002 |       |         |
| Polonia           | 3 - 2 | Italia  |
| Canada            | 3 - 1 | Croazia |
| 1º ottobre 2002   |       |         |
| Italia            | 3 - 0 | Canada  |
| Croazia           | 0 - 3 | Polonia |

| Pos | Squadra | P | V | P | PF  | PS  | QP    |
| --- | ------- | - | - | - | --- | --- | ----- |
| 1   | Polonia | 6 | 3 | 0 | 282 | 254 | 1.110 |
| 2   | Italia  | 5 | 2 | 1 | 255 | 228 | 1.118 |
| 3   | Canada  | 4 | 1 | 2 | 251 | 261 | 0.962 |
| 4   | Croazia | 3 | 0 | 3 | 202 | 247 | 0.818 |

#### Gruppo C
| 29 settembre 2002 |       |          |
| Tunisia           | 1 - 3 | Francia  |
| Bulgaria          | 3 - 0 | Russia   |
| 30 settembre 2002 |       |          |
| Russia            | 1 - 3 | Francia  |
| Bulgaria          | 3 - 1 | Tunisia  |
| 1º ottobre 2002   |       |          |
| Francia           | 3 - 2 | Bulgaria |
| Tunisia           | 0 - 3 | Russia   |

| Pos | Squadra  | P | V | P | PF  | PS  | QP    |
| --- | -------- | - | - | - | --- | --- | ----- |
| 1   | Francia  | 6 | 3 | 0 | 289 | 265 | 1.091 |
| 2   | Bulgaria | 5 | 2 | 1 | 292 | 257 | 1.136 |
| 3   | Russia   | 4 | 1 | 2 | 222 | 221 | 1.005 |
| 4   | Tunisia  | 3 | 0 | 3 | 214 | 274 | 0.781 |

#### Gruppo D
| 29 settembre 2002 |       |            |
| Giappone          | 3 - 1 | Kazakistan |
| Spagna            | 1 - 3 | Jugoslavia |
| 30 settembre 2002 |       |            |
| Giappone          | 2 - 3 | Spagna     |
| Kazakistan        | 0 - 3 | Jugoslavia |
| 1º ottobre 2002   |       |            |
| Jugoslavia        | 3 - 0 | Giappone   |
| Spagna            | 3 - 1 | Kazakistan |

| Pos | Squadra    | P | V | P | PF  | PS  | QP    |
| --- | ---------- | - | - | - | --- | --- | ----- |
| 1   | Jugoslavia | 6 | 3 | 0 | 246 | 188 | 1.309 |
| 2   | Spagna     | 5 | 2 | 1 | 293 | 287 | 1.021 |
| 3   | Giappone   | 4 | 1 | 3 | 269 | 174 | 0.982 |
| 4   | Kazakistan | 3 | 0 | 3 | 218 | 277 | 0.787 |

#### Gruppo E
| 29 settembre 2002 |       |             |
| Venezuela         | 0 - 3 | Brasile     |
| Egitto            | 1 - 3 | Stati Uniti |
| 30 settembre 2002 |       |             |
| Brasile           | 2 - 3 | Stati Uniti |
| Venezuela         | 3 - 0 | Egitto      |
| 1º ottobre 2002   |       |             |
| Egitto            | 0 - 3 | Brasile     |
| Stati Uniti       | 3 - 0 | Venezuela   |

| Pos | Squadra     | P | V | P | PF  | PS  | QP    |
| --- | ----------- | - | - | - | --- | --- | ----- |
| 1   | Stati Uniti | 6 | 3 | 0 | 300 | 277 | 1.083 |
| 2   | Brasile     | 5 | 2 | 1 | 168 | 230 | 1.165 |
| 3   | Venezuela   | 4 | 1 | 2 | 205 | 215 | 0.953 |
| 4   | Egitto      | 3 | 0 | 3 | 197 | 148 | 0.794 |

#### Gruppo F
| 29 settembre 2002 |       |             |
| Paesi Bassi       | 3 - 0 | Grecia      |
| Rep. Ceca         | 1 - 3 | Cuba        |
| 30 settembre 2002 |       |             |
| Grecia            | 3 - 0 | Cuba        |
| Paesi Bassi       | 3 - 2 | Rep. Ceca   |
| 1º ottobre 2002   |       |             |
| Cuba              | 1 - 3 | Paesi Bassi |
| Rep. Ceca         | 3 - 2 | Grecia      |

| Pos | Squadra     | P | V | P | PF  | PS  | QP    |
| --- | ----------- | - | - | - | --- | --- | ----- |
| 1   | Paesi Bassi | 6 | 3 | 0 | 273 | 240 | 1.137 |
| 2   | Grecia      | 4 | 1 | 2 | 226 | 246 | 0.919 |
| 3   | Rep. Ceca   | 4 | 1 | 2 | 311 | 309 | 1.006 |
| 4   | Cuba        | 4 | 1 | 2 | 245 | 260 | 0.942 |

### Seconda fase

#### Gruppo G
| 4 ottobre 2002 |       |          |
| Italia         | 3 - 2 | Bulgaria |
| Argentina      | 3 - 2 | Giappone |
| 5 ottobre 2002 |       |          |
| Giappone       | 1 - 3 | Italia   |
| Argentina      | 3 - 1 | Bulgaria |
| 6 ottobre 2002 |       |          |
| Giappone       | 3 - 2 | Bulgaria |
| Argentina      | 3 - 1 | Italia   |

| Pos | Squadra   | P | V | P | PF  | PS  | QP    |
| --- | --------- | - | - | - | --- | --- | ----- |
| 1   | Argentina | 6 | 3 | 0 | 308 | 271 | 1.137 |
| 2   | Italia    | 5 | 2 | 1 | 305 | 292 | 1.045 |
| 3   | Giappone  | 4 | 1 | 2 | 301 | 320 | 0.941 |
| 4   | Bulgaria  | 3 | 0 | 3 | 296 | 327 | 0.905 |

#### Gruppo H
| 4 ottobre 2002 |       |            |
| Portogallo     | 3 - 2 | Spagna     |
| Polonia        | 2 - 3 | Russia     |
| 5 ottobre 2002 |       |            |
| Spagna         | 2 - 3 | Russia     |
| Polonia        | 1 - 3 | Portogallo |
| 6 ottobre 2002 |       |            |
| Portogallo     | 0 - 3 | Russia     |
| Spagna         | 1 - 3 | Polonia    |

| Pos | Squadra    | P | V | P | PF  | PS  | QP    |
| --- | ---------- | - | - | - | --- | --- | ----- |
| 1   | Russia     | 6 | 3 | 0 | 299 | 263 | 1.137 |
| 2   | Portogallo | 5 | 2 | 1 | 272 | 278 | 0.978 |
| 3   | Polonia    | 4 | 1 | 2 | 299 | 292 | 1.024 |
| 4   | Spagna     | 3 | 0 | 3 | 284 | 321 | 0.885 |

#### Gruppo J
| 4 ottobre 2002 |       |             |
| Brasile        | 3 - 0 | Rep. Ceca   |
| Paesi Bassi    | 0 - 3 | Francia     |
| 5 ottobre 2002 |       |             |
| Brasile        | 3 - 0 | Francia     |
| Paesi Bassi    | 3 - 2 | Rep. Ceca   |
| 6 ottobre 2002 |       |             |
| Brasile        | 3 - 0 | Paesi Bassi |
| Francia        | 3 - 1 | Rep. Ceca   |

| Pos | Squadra     | P | V | P | PF  | PS  | QP    |
| --- | ----------- | - | - | - | --- | --- | ----- |
| 1   | Brasile     | 6 | 3 | 0 | 225 | 181 | 1.243 |
| 2   | Francia     | 5 | 2 | 1 | 238 | 216 | 1.102 |
| 3   | Paesi Bassi | 4 | 1 | 2 | 230 | 257 | 0.895 |
| 4   | Rep. Ceca   | 3 | 0 | 3 | 249 | 288 | 0.865 |

#### Gruppo K
| 4 ottobre 2002 |       |             |
| Jugoslavia     | 3 - 0 | Grecia      |
| Stati Uniti    | 3 - 0 | Cina        |
| 5 ottobre 2002 |       |             |
| Cina           | 0 - 3 | Jugoslavia  |
| Stati Uniti    | 2 - 3 | Grecia      |
| 6 ottobre 2002 |       |             |
| Grecia         | 3 - 1 | Cina        |
| Jugoslavia     | 3 - 1 | Stati Uniti |

| Pos | Squadra     | P | V | P | PF  | PS  | QP    |
| --- | ----------- | - | - | - | --- | --- | ----- |
| 1   | Jugoslavia  | 6 | 3 | 0 | 246 | 210 | 1.171 |
| 2   | Grecia      | 5 | 2 | 1 | 255 | 253 | 1.008 |
| 3   | Stati Uniti | 4 | 1 | 2 | 271 | 268 | 1.011 |
| 4   | Cina        | 3 | 0 | 3 | 208 | 249 | 0.835 |

## Quarti di Finale
| 9 ottobre 2002 |       |            |
| Argentina      | 1 - 3 | Francia    |
| Russia         | 3 - 0 | Grecia     |
| Italia         | 2 - 3 | Brasile    |
| Portogallo     | 0 - 3 | Jugoslavia |

## Semifinali e finali
Sono indicati gli orari locali (UTC + 9)
|  | Semifinali | Semifinali | Semifinali |         |        | Finale     | Finale     | Finale   |  |
|  |            |            |            |         |        |            |            |          |  |
|  | Francia    | Francia    | 2          |         |        |            |            |          |  |
|  | Francia    | Francia    | 2          |         |        |            |            |          |  |
|  | Russia     | Russia     | 3          |         |        |            |            |          |  |
|  | Russia     | Russia     | 3          |         | Russia | Russia     | 2          |          |  |
|  |            |            |            |         | Russia | Russia     | 2          |          |  |
|  |            |            | Brasile    | Brasile | 3      |            |            |          |  |
|  | Brasile    | Brasile    | Brasile    | Brasile | 3      | 3          |            |          |  |
|  | Brasile    | Brasile    |            |         |        | 3          |            |          |  |
|  | Jugoslavia | Jugoslavia | 1          |         |        | 3º posto   | 3º posto   | 3º posto |  |
|  | Jugoslavia | Jugoslavia | 1          |         |        |            |            |          |  |
|  |            |            |            |         |        |            |            |          |  |
|  |            |            |            |         |        | Francia    | Francia    | 3        |  |
|  |            |            |            |         |        | Francia    | Francia    | 3        |  |
|  |            |            |            |         |        | Jugoslavia | Jugoslavia | 0        |  |

|  | 5º-8º posto | 5º-8º posto | 5º-8º posto |        |           | 5º posto   | 5º posto   | 5º posto |  |
|  |             |             |             |        |           |            |            |          |  |
|  | Argentina   | Argentina   | 3           |        |           |            |            |          |  |
|  | Argentina   | Argentina   | 3           |        |           |            |            |          |  |
|  | Grecia      | Grecia      | 0           |        |           |            |            |          |  |
|  | Grecia      | Grecia      | 0           |        | Argentina | Argentina  | 2          |          |  |
|  |             |             |             |        | Argentina | Argentina  | 2          |          |  |
|  |             |             | Italia      | Italia | 3         |            |            |          |  |
|  | Italia      | Italia      | Italia      | Italia | 3         | 3          |            |          |  |
|  | Italia      | Italia      |             |        |           | 3          |            |          |  |
|  | Portogallo  | Portogallo  | 0           |        |           | 7º posto   | 7º posto   | 7º posto |  |
|  | Portogallo  | Portogallo  | 0           |        |           |            |            |          |  |
|  |             |             |             |        |           |            |            |          |  |
|  |             |             |             |        |           | Grecia     | Grecia     | 3        |  |
|  |             |             |             |        |           | Grecia     | Grecia     | 3        |  |
|  |             |             |             |        |           | Portogallo | Portogallo | 2        |  |

## Classifica finale
| Posiz | Nazione                                          |
| ----- | ------------------------------------------------ |
|       | BRASILE                                          |
|       | Russia                                           |
|       | Francia                                          |
| 4     | Jugoslavia                                       |
| 5     | Italia                                           |
| 6     | Argentina                                        |
| 7     | Grecia                                           |
| 8     | Portogallo                                       |
| 9     | Giappone Paesi Bassi Polonia Stati Uniti         |
| 13    | Bulgaria Cina Rep. Ceca Spagna                   |
| 17    | Canada Venezuela                                 |
| 19    | Australia Croazia Cuba Egitto Tunisia Kazakistan |

| Campione Mondiale 2002 |
| ---------------------- |
| Brasile 1º titolo      |